# FK Žalgiris
FK Žalgiris (Futbolo klubas "Žalgiris") je profesionalni nogometni klub iz Vilniusa u Litvi. Natječe se u A ligi.

## Povijest
Osnovan je 1947. godine. je Dinamo Vilnius. 2008. godine ovaj klub je bankrotirao.
Osnovan je 2009. godine. je VMFD Žalgiris (Vilniaus miesto futbolo draugija "žalgiris").
U elitnom razredu je od 2010. godine.
U 2015. godini klub je kupio ime "FK Žalgiris" i naslov.

## Uspjesi
- A lyga

prvak (11): 1991., 1991. – 1992., 1998. – 1999., 2013., 2014., 2015., 2016., 2020, 2021., 2022., 2024.
doprvak (13): 1992. – 1993, 1993. – 1994., 1996. – 1997., 1997. – 1998., 1999., 2000., 2011., 2012., 2017., 2018., 2019., 2023.
- Nacionalni kup

(14): 1991., 1992. – 1993., 1993. – 1994., 1996. – 1997., 2003., 2011. – 2012., 2012. – 2013., 2013. – 2014., 2014. – 2015., 2015. – 2016., 2016., 2018., 2021., 2022.
- Super kup

(8): 2003., 2013., 2014., 2015., 2016., 2017., 2020., 2023.

## Sezoni
| Sezona | Nivo | Līga       | Mjesto | Promjena |
| ------ | ---- | ---------- | ------ | -------- |
| 2009   | 2.   | Pirma lyga | 6.     | [ 2 ]    |
| 2010   | 1.   | A lyga     | 3.     | [ 3 ]    |
| 2011   | 1.   | A lyga     | 2.     | [ 4 ]    |
| 2012   | 1.   | A lyga     | 2.     | [ 5 ]    |
| 2013   | 1.   | A lyga     | 1.     | [ 6 ]    |
| 2014   | 1.   | A lyga     | 1.     | [ 7 ]    |
| 2015   | 1.   | A lyga     | 1.     | [ 8 ]    |
| 2016   | 1.   | A lyga     | 1.     | [ 9 ]    |
| 2017   | 1.   | A lyga     | 2.     | [ 10 ]   |
| 2018   | 1.   | A lyga     | 2.     | [ 11 ]   |
| 2019   | 1.   | A lyga     | 2.     | [ 12 ]   |
| 2020   | 2.   | A lyga     | 1.     | [ 13 ]   |
| 2021   | 2.   | A lyga     | 1.     | [ 14 ]   |
| 2022   | 1.   | A lyga     | 1.     | [ 15 ]   |
| 2023   | 1.   | A lyga     | 2.     | [ 16 ]   |
| 2024   | 1.   | A lyga     | 1.     | [ 17 ]   |
| 2025   | 1.   | A lyga     | .      | [ 18 ]   |

## Boje kluba
- Bijela/zelena

| Žalgiris | Žalgiris |

## Stadion
Žalgiris domaće utakmice igra na LFF stadionu, čiji je kapacitet 5.000 sjedećih mjesta. 

## Značajni igrači
- Mario Grgurović (2011. – 2012.)
- Andro Švrljuga (2012. – 2015.)
- Semir Kerla (2014. – 2015.)

## Treneri
- Mindaugas Čepas (2008. – 2009.)
- Igoris Pankratjevas (2009. – 2010.)
- Vitalijus Stankevičius (2011.)
- Damir Petravić (2012.)
- Marek Zub (2012. – 2014.)
- Valdas Dambrauskas (2014. – 2017.)
- Aleksandr Brazevich (2017.)
- Aurelijus Skarbalius (2017. – 2018.)
- Valdas Urbonas (2018. – 2019.)[19][20]
- Marek Zub (2019.)[21]
- João Luís Martins (2019.)[22][23]
- Aliaksei Baga (2020.)[24]
- Vladimir Čeburin (2021.-...)

## Vanjske poveznice
- FK Žalgiris oficialna str. (lt) (en)  Arhivirana inačica izvorne stranice od 16. studenoga 2018. (Wayback Machine)
- A lyga of. str.